# This Is...
Albums de Jungle Brothers
All That We Do
(2002) I Got You
(2006)
This Is... est une compilation des Jungle Brothers, sortie le 13 septembre 2005.

## Liste des titres
| 1.  | Straight out the Jungle                                                         | 4:00 |
| 2.  | Jimbrowski (featuring Red Alert)                                                | 4:30 |
| 3.  | Black Is Black (featuring Q-Tip)                                                | 3:39 |
| 4.  | Because I Got It Like That                                                      | 4:38 |
| 5.  | I'll House You                                                                  | 4:59 |
| 6.  | What U Waiting 4                                                                | 4:06 |
| 7.  | Doin' Our Own Dang (featuring De La Soul, Monie Love, Q-Tip et Queen Latifah)   | 4:19 |
| 8.  | Down with the Jbeez (featuring Alex Gifford, Black Eyed Peas et Sense Live)     | 8:44 |
| 9.  | How Ya Want It We Got It (Native Tongues Remix) (featuring De La Soul et Q-Tip) | 4:39 |
| 10. | Brain                                                                           | 4:59 |
| 11. | Jungle Brother (True Blue)                                                      | 4:11 |
| 12. | VIP                                                                             | 5:53 |
| 13. | I Remember (Don Air Mix) (featuring The Holmes Brothers)                        | 5:47 |
| 14. | Handle My Business                                                              | 3:54 |

| 1. | Jungle Brother (Urban Takeover Remix)          | 6:56 |
| 2. | Because I Got It Like That (Ultimatum Mix)     | 5:16 |
| 3. | IP (Wiseguys Remix) (featuring Carol Cardenas) | 4:31 |
| 4. | Get Down                                       | 5:16 |
| 5. | Brain (Natural Born Chillers Remix)            | 6:34 |
| 6. | Jungle Brothers (Stereo MC's RemIx)            | 5:06 |
| 7. | All That We Do                                 | 3:02 |
| 8. | Because I Got It Like That (Joe Buddha Mix)    | 3:54 |
| 9. | Strictly Dedicated                             | 9:11 |